# Phùng Trương Trân Đài
Phùng Trương Trân Đài, zjednodušeně jako Selina Trương (* 26. srpna 1992, Ho Či Minovo Město) je vietnamsko-americká transgender modelka a královna krásy Vietnamu a youtuberka. Je Miss International Queen Vietnam 2020 a reprezentovala Vietnam na Miss International Queen 2022 v Thajsku.

## Život a kariéra

### Dětství
Již od dětství si uvědomovala, že se cítí být transgender a ve 13 letech začala užívat hormony a v 15 letech podstoupila operaci změny pohlaví.

### 2009–2014: Raná kariéra
Od roku 2009 působí jako fotomodelka pro časopisy se mnoha slavnými herci a modelkami. 

### 2015–2019: Život a práce ve Spojených státech
V roce 2015 odjela do USA, kde vystudovala Asian-American International Beauty College v oboru péče o pleť. Během této doby se zároveň účastnila módních přehlídek ve Vietnamu a akcí pro vietnamskou komunitu v USA. 

### 2020–současnost: Kariérní rozvoj, Miss International Queen Vietnam 2020
V roce 2020 se vrátila do Vietnamu, aby se zúčastnil mezinárodní soutěže krásy Miss International Queen Vietnam 2020, což bylo zároveň poprvé, co Trân Đài veřejně odhalila, že je transžena. V této soutěži zvítězila a poté reprezentovala Vietnam na Miss International Queen 2021. 